# Johan Cruijffbrug
De Johan Cruijffbrug (brug 2238) is een bouwkundig kunstwerk in het Nederlandse stadsdeel Amsterdam-Oost. 

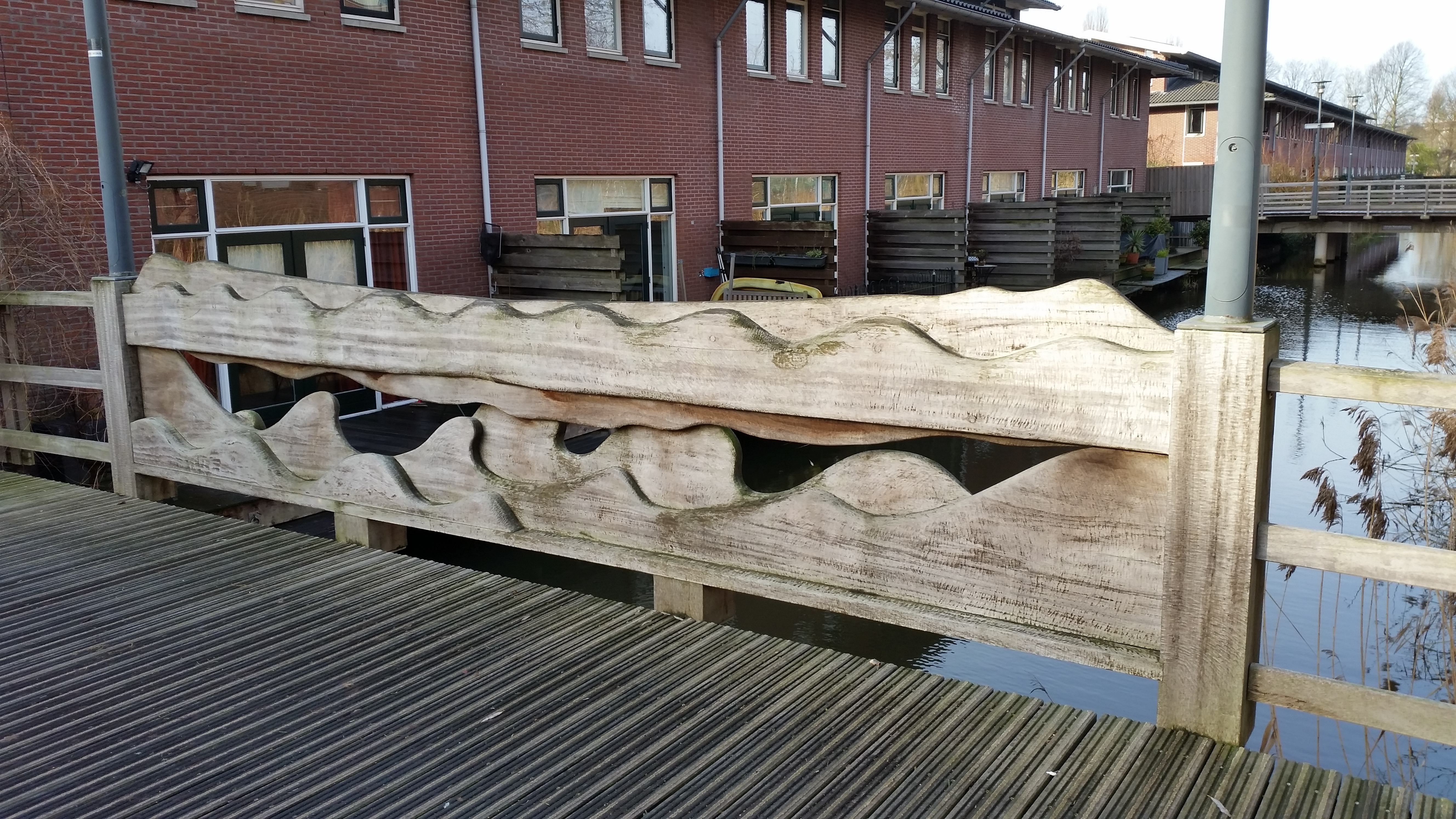
Houtsnijwerk (januari 2020), op de achtergrond de Johan Neeskensbrug

De brug is een voet- en fietsbrug; ze vormt de verbinding tussen het plein Esplanade de Meer en de Anfieldroad (straat) richting Middenweg. Ze ligt parallel aan de Johan Neeskensbrug over een sierwater.in de buurt Park de Meer, Watergraafsmeer die hier tussen 1998 en 2002 uit de grond verrees. Die buurt is geheel omringd door een watergang/ringsloot. De meeste bruggen in en om de wijk werden ontworpen door Scala Architecten, die ook een deel van de woningen voor hun rekening namen.
In oktober 2005 kregen alle bruggen in deze buurt een naam. Zij werden vernoemd naar spelers uit de selectie van AFC Ajax in haar succesperiode jaren zeventig, toen dat team nog speelde in Stadion De Meer, dat in 1996 plaats maakte voor de wijk. Deze brug werd daarbij vernoemd naar spits Johan Cruijf, die niet aanwezig was tijdens het onthullen van zijn naamplaat en die van andere Ajax-spelers.   
De brug is opgebouwd uit betonnen brugpijlers met daarop een betonnen wegdek; leuningen zijn van hout. De brugnaam is terug te vinden op een op de brug staande lantaarnpaal en op de overspanning; dit in tegenstelling tot de "normale" plaats op de brugleuning.  
Bijzonder aan de brug is het houtsnijwerk in de linker en rechter balustrade/leuning. Het is werk van Mathieu Nab.
Heinz Stuybrug · Wim Suurbierbrug · Velibor Vasovićbrug · Barry Hulshoffbrug · Horst Blankenburgbrug · Ruud Krolbrug · Gerrie Mührenbrug · Arie Haanbrug · Johan Neeskensbrug · Nico Rijndersbrug · Sjaak Swartbrug · Johnny Repbrug · Dick van Dijkbrug · Johan Cruijffbrug · Piet Keizerbrug · Rinus Michelsbrug